# Pooch Hall

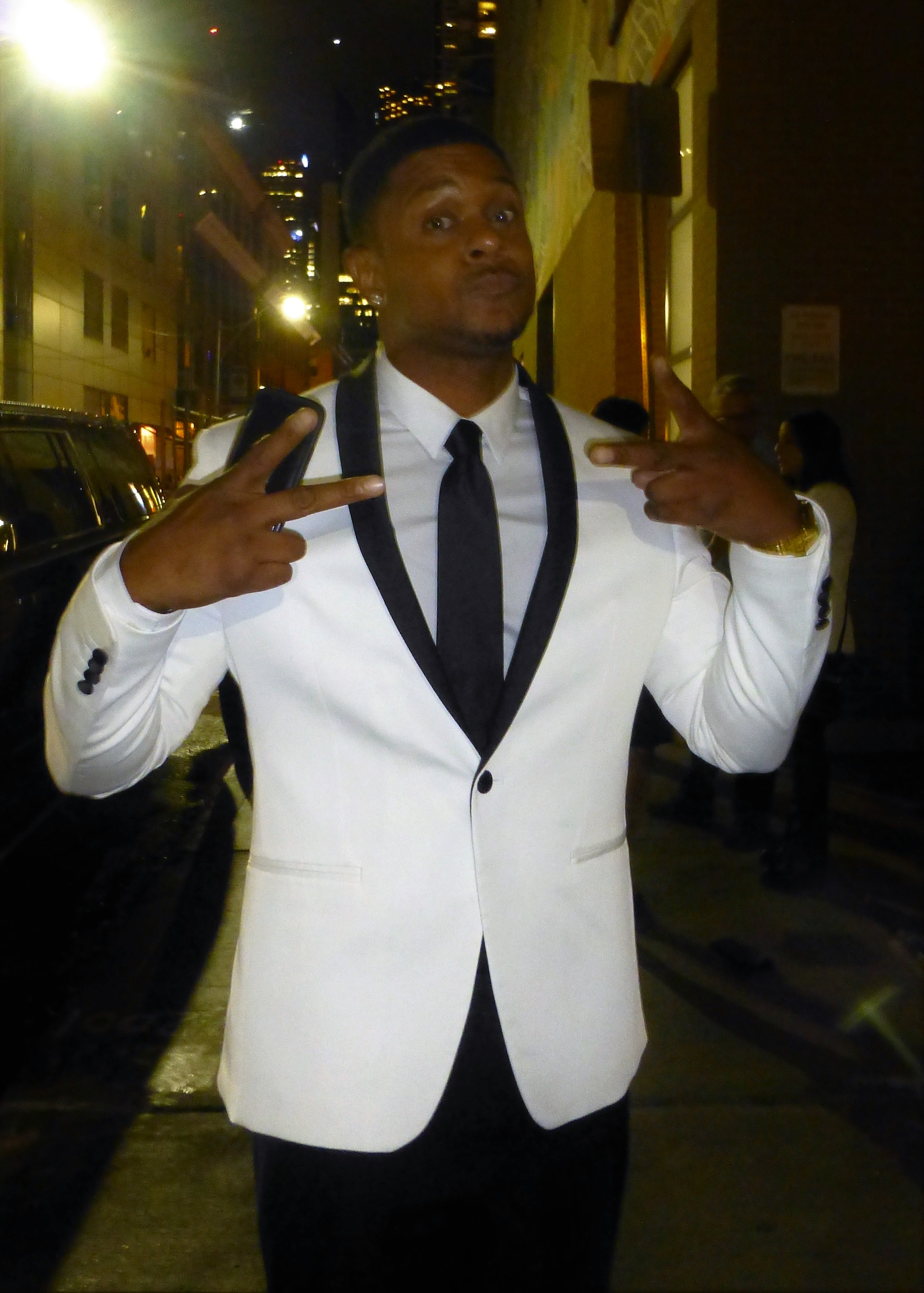
Pooch Hall (2016)

Marion H. „Pooch“ Hall, Jr. (* 8. Februar 1977 in Brockton, Massachusetts) ist ein US-amerikanischer Schauspieler und Model, bekannt aus der The-CW-Serie The Game, in der er bis März 2013 als Derwin Davis zu sehen war.

## Leben und Karriere
Pooch Hall besuchte die Brockton Highschool. Im Jahr 1994 gewann er den Southern New England Golden Gloves im Boxen. Seine ersten Erfahrungen mit dem Schauspielen machte Hall an der University of Massachusetts Dartmouth mit der UMass Dartmouth Theatre Company.
Seine Karriere im Showbusiness begann Hall in Werbespots und als Model. Seine erste Rolle als Schauspieler bekam Hall 2001 im Film Lift. 2004 war er nach einigen Filmen in der Fernsehserie  Lady Cops – Knallhart weiblich  zu sehen. Im gleichen Jahr hatte er einen Auftritt in Without a Trace – Spurlos verschwunden. 2005 war er in der Mini-Serie Miracle’s Boys mit von der Partie. 2007 war er in einer Folge der Serie Girlfriends zu sehen. Seit 2006 hatte Hall in deren Spin-off The Game eine Hauptrolle inne. Jedoch verließ er die Serie mit Anfang der sechsten Staffel wegen seines Engagements in Ray Donovan. Von 2009 bis 2010 war er auch in einer Nebenrolle in der Serie Aus Versehen glücklich an der Seite von Jenna Elfman und Jon Foster zu sehen. Nach Beteiligung an einigen Filmen wie zum Beispiel The Runner, hatte Pooch Hall Auftritte in den Fernsehserien Royal Pains, Warehouse 13, Suits und How to Live with Your Parents (For the Rest of Your Life). Von 2013 bis 2020 war er in der Showtime-Serie Ray Donovan als Daryll zu sehen.
Hall heiratete 1999 nach seinem Abschluss seine Frau Linda, die er während seines Studiums kennengelernt hatte. Die beiden haben drei Kinder: zwei Töchter, welche 1997 und 2004 auf die Welt kamen, sowie einen Sohn, der 2007 geboren wurde.

## Filmografie (Auswahl)
- 2001: Lift
- 2004: Lady Cops – Knallhart weiblich (The Division, Fernsehserie, Folge 4x04)
- 2004: Without a Trace – Spurlos verschwunden (Without a Trace, Fernsehserie, Folge 2x22 Ende der Spielzeit)
- 2005: Miracle’s Boys (Miniserie, 6 Folgen)
- 2006: Pepper Dennis (Fernsehserie, 6 Folgen)
- 2006: Hood of Horror
- 2006: Blind Dating
- 2006–2015: The Game (Fernsehserie, 50 Folgen)
- 2007: Girlfriends (Fernsehserie, Folge 7x22)
- 2009–2010: Aus Versehen glücklich (Accidentally on Purpose, Fernsehserie, 10 Folgen)
- 2011: Jumping the Broom
- 2011–2016: Suits (Fernsehserie, 4 Folgen)
- 2012: Royal Pains (Fernsehserie, Folge 4x09 Geschäft und Vergnügen)
- 2012: Warehouse 13 (Fernsehserie, Folge 4x08 Die Rüstung der Spartaner)
- 2013: How to Live with Your Parents (For the Rest of Your Life) (How to Live with Your Parents, Fernsehserie, Folge 1x06)
- 2013: Dr. Dani Santino – Spiel des Lebens (Necessary Roughness, Fernsehserie, Folge 3x09)
- 2013–2020: Ray Donovan (Fernsehserie, 43 Folgen)
- 2016: Chuck – Der wahre Rocky (Chuck)
- 2017: Criminal Minds (Fernsehserie, Folge 12x09 Carbonara mit dem Mörder)
- 2017: Bailey – Ein Freund fürs Leben (A Dog’s Purpose)
- 2017: The Runner
- 2017–2018: King Bachelor's Pad (Fernsehserie, 2 Folgen)
- 2018: Unsolved (Miniserie, Folge 1x02)
- 2021: Cherry – Das Ende aller Unschuld (Cherry)
- 2022: Ray Donovan: The Movie (Fernsehfilm)
- 2022: Law & Order: Organized Crime (Fernsehserie, 2 Folgen)